# Жанна Ретельская
Жанна Ретельская (фр. Jeanne de Rethel), (ум. 1328) — графиня Ретеля, дочь Гуго IV Ретельского и Изабеллы Грандпре, жена графа Невера Людовика I.

## Биография
Жанна была единственным ребёнком графа Ретеля Гуго IV и его третьей жены Изабеллы Грандпре. От первых двух браков Гуго детей не имел.
После смерти отца Жанна унаследовала графство Ретель.
16 декабря 1290 года она вышла замуж за графа Невера Людовика I из дома Дампьер. У супругов родилось двое детей:
- Жанна де Дампьер (1295—1374), замужем за графом де Монфор Жаном IV, имела двоих детей;
- Людовик (1304—1346), граф Фландрии, Невера и Ретеля. Женат на Маргарите Артуа, имел одного законного сына.

Людовик I Дампьер практически всё время своего правления вёл войны с королями Франции, стремясь сохранить независимость своих территорий. Он скончался в 1322 году в Париже. Сын Жанны и Людовика I, Людовик Неверский, унаследовал от отца титул графа Невера, а через два месяца, наследуя деду, стал и графом Фландрии. Фландрия при нём фактически стала французской провинцией. После восстания подданных в 1325 году он был вынужден бежать и вернулся лишь спустя три года при поддержке французской армии.
Жанна Ретельская умерла после 12 марта 1328 года. Её дочь Жанна, став спустя год Жанной де Монфор, сыграла значительную роль в войне за бретонское наследство.